# Kaskajaure (Jokkmokks socken, Lappland, 737873-170710)
Kaskajaure är en sjö i Jokkmokks kommun i Lappland och ingår i Luleälvens huvudavrinningsområde. Sjön har en area på 0,217 kvadratkilometer och ligger 197,2 meter över havet.

## Delavrinningsområde
Kaskajaure ingår i det delavrinningsområde (737499-171137) som SMHI kallar för Mynnar i Lagnäsån. Medelhöjden är 216 meter över havet och ytan är 22,27 kvadratkilometer. Det finns inga avrinningsområden uppströms utan avrinningsområdet är högsta punkten. Vimisbäcken som avvattnar avrinningsområdet har biflödesordning 3, vilket innebär att vattnet flödar genom totalt 3 vattendrag innan det når havet efter 134 kilometer. Avrinningsområdet består mestadels av skog (79 procent) och sankmarker (11 procent). Avrinningsområdet har 1,17 kvadratkilometer vattenytor vilket ger det en sjöprocent på 5,2 procent.